# Ривертон (Небраска)
Ривертон (англ. Riverton) — селище (англ. village) в США, в окрузі Франклін штату Небраска. Населення — 57 осіб (2020).

## Географія
Ривертон розташований за координатами 40°5′23″ пн. ш. 98°45′35″ зх. д. / 40.08972° пн. ш. 98.75972° зх. д. (40.089715, -98.759642).  За даними Бюро перепису населення США в 2010 році селище мало площу 1,02 км², уся площа — суходіл.

## Демографія
Згідно з переписом 2010 року, у селищі мешкало 89 осіб у 46 домогосподарствах у складі 24 родин. Густота населення становила 88 осіб/км².  Було 77 помешкань (76/км²).
Расовий склад населення:
| - 96,6 % — білих |

До двох чи більше рас належало 3,4 %. Частка іспаномовних становила 0,0 % від усіх жителів.
За віковим діапазоном населення розподілялося таким чином: 16,9 % — особи молодші 18 років, 56,1 % — особи у віці 18—64 років, 27,0 % — особи у віці 65 років та старші. Медіана віку мешканця становила 51,8 року. На 100 осіб жіночої статі у селищі припадало 102,3 чоловіків;  на 100 жінок у віці від 18 років та старших — 100,0 чоловіків також старших 18 років.
Середній дохід на одне домашнє господарство  становив 30 786 доларів США (медіана — 29 063), а середній дохід на одну сім'ю — 35 911 долар (медіана — 36 719). За межею бідності перебувало 22,0 % осіб, у тому числі 5,6 % дітей у віці до 18 років та 0,0 % осіб у віці 65 років та старших.
Цивільне працевлаштоване населення становило 45 осіб. Основні галузі зайнятості: освіта, охорона здоров'я та соціальна допомога — 22,2 %, будівництво — 17,8 %, сільське господарство, лісництво, риболовля — 17,8 %.